# Cu cărțile pe masă
Cu cărțile pe masă este un roman polițist scris de scriitoarea britanică Agatha Christie în anul 1936.